# Museum Brandhorst
Het Museum Brandhorst is een museum voor moderne en hedendaagse kunst, dat deel uitmaakt van het Kunstareal München in de Beierse hoofdstad München.
De collectie moderne kunst Sammlung Brandhorst wordt museaal gepresenteerd door Udo Brandhorst, de erfgenaam van het Duitse Henkel-concern. In een nieuw museumgebouw (2008), naar een ontwerp van het Architectenbureau Sauerbruch Hutton, met een tentoonstellingsoppervlak van 3200 m², wordt een collectie werken getoond van klassiek-modernen en belangrijke vertegenwoordigers van kunst na 1945, zoals:
- Andy Warhol
- Cy Twombly
- Sigmar Polke
- Damien Hirst